# Sergi Rosanas Moragas
Sergi Rosanas Moragas (nascut el 29 de gener de 2002) és un futbolista català que juga com a lateral dret a l'Sparta Rotterdam.

## Carrera

### FC Barcelona
Nascut a Cabrera de Mar, Catalunya, Rosanas es va incorporar a l'acadèmia del FC Barcelona l'any 2009 després d'haver jugat anteriorment al club local del Vilassar de Mar. Rosanas va debutar amb el FC Barcelona Atlètic contra la UE Olot, el 24 de gener de 2021. Malauradament, va patir una lesió del lligament creuat anterior en el seu debut. Va ser un cop especial per a Rosanas, ja que s'havia perdut l'inici de la temporada amb una luxació de l'espatlla i acabava de tornar-se a posar en forma.
L'octubre de 2022, juntament amb Antonio Aranda, Emre Demir i Fabio Blanco, va ser convocat per l'entrenador del primer equip del FC Barcelona, Xavi, a l'entrenament de la plantilla del primer equip. Va ser alliberat pel club en la culminació del seu contracte el 30 de juny de 2023.

### Sparta Rotterdam
El juny de 2023, es va anunciar que Rosanas s'uniria a l'Sparta Rotterdam de l'Eredivisie, acordant-hi un contracte de dos anys amb l'opció de dos més.

## Carrera internacional
Internacional juvenil amb Espanya, Rosanas va marcar per a la selecció espanyola sub-19 en una victòria per 4-0 contra Sèrbia sub-19 l'octubre del 2019.